# Jelisaweta Michailowna Bojarskaja

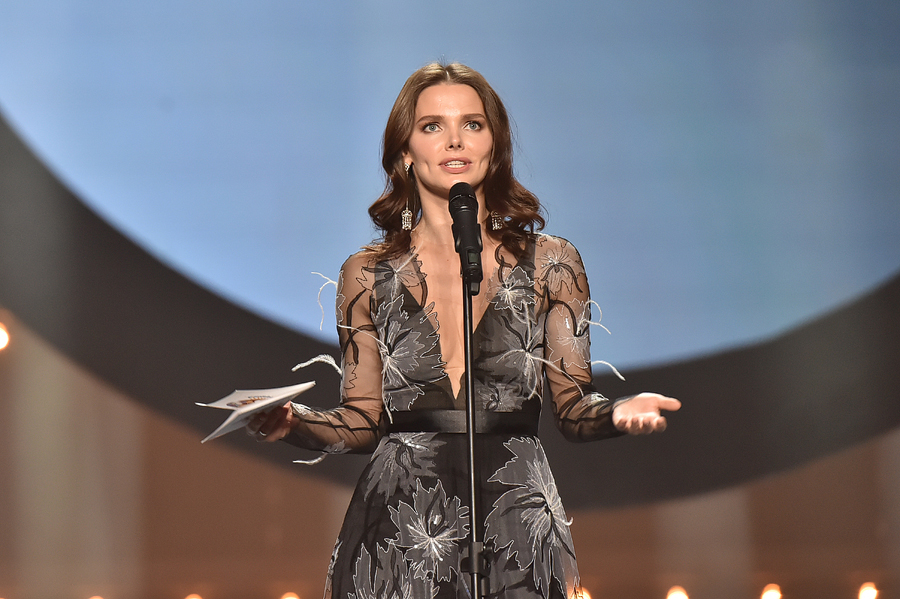
Jelisaweta Bojarskaja (2017)

Jelisaweta Michailowna Bojarskaja (russisch Елизавета Михайловна Боярская; * 20. Dezember 1985 in Leningrad, Russische SFSR, Sowjetunion) ist eine russische Theater- und Kinoschauspielerin. Sie ist die Tochter von Michail Bojarski und Larissa Louppian und Schwester von Sergei Bojarski.

## Leben
Bojarskaja lernte in der Schulzeit englisch und deutsch.
Nach dem Abitur wollte sie Journalismus an der Staatlichen Universität Sankt Petersburg studieren. Nach dem Vorbereitungskurs brach sie Studium aber ab.
2007 machte sie ihren Abschluss an der Schauspielschule SPbGATI.

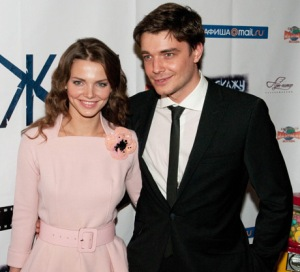
Jelisaweta und ihr Ehemann Maxim (2010)

Am 28. Juli 2010 heiratete sie den Schauspieler Maxim Matwejew. Gemeinsam haben sie einen Sohn.

## Theaterrollen
- 2006: König Lear von William Shakespeare
- 2006: La Lubie: Alexandre Ostrovski
- 2007: Vie et Destin von Vassili Grossman
- 2008: Verlorene Liebesmüh von William Shakespeare
- 2008: Cyrano de Bergerac von Edmond Rostand
- 2009: Un beau dimanche à Crève-Cœur von Tennessee Williams
- 2010: Drei Schwestern von Anton Tschechow

## Filmographie (Auswahl)
- 2004: Der Untergang – Schwester Erna Flegel
- 2005: Der Erste nach Gott (Первый после Бога – Perwyj posle Boga)
- 2007: Ironie des Schicksals. Die Fortsetzung (Ирония судьбы. Продолжение – Ironija sudby. Prodolschenije)
- 2008: Admiral (Адмиралъ – Admiral)
- 2011: 5 fiancées (Пять невест – Pjat newest)
- 2012: Cendrillon
- 2012: Le match (Матч – Mattsch)
- 2013: Sherlock Holmes (Шерлок Холмс – Scherlok Cholms)
- 2014: Kuprin. Vpotmakh (Куприн. Впотьмах – Kuprin. Wpotmach)
- 2017: Anna Karenina – Wronskis Geschichte (Анна Каренина. История Вронского – Anna Karenina. Istorija Wronsgogo)